# Skládání zobrazení
Je-li {\displaystyle f} zobrazení množiny {\displaystyle A} do množiny {\displaystyle B} a {\displaystyle g} je zobrazení množiny {\displaystyle B} do množiny {\displaystyle C}, pak {\displaystyle h=g\circ f} je zobrazení množiny {\displaystyle A} do množiny {\displaystyle C}, které označujeme jako složené zobrazení.
Složením zobrazení {\displaystyle f} a {\displaystyle g} je množina {\displaystyle f\circ g=\{(x,y)|\exists (x,z)\in g\wedge (z,y)\in f\}}.
Pokud budeme značit funkce {\displaystyle f(x)} a {\displaystyle g(x)}, pak jejich složení můžeme zapsat také jako {\displaystyle f(g(x))}.
Složení zobrazení je operace, která je asociativní, ale obecně není komutativní, tzn. {\displaystyle f\circ g\neq g\circ f}.
S vhodnou množinou zobrazení tvoří tato operace grupu.
Speciálním případem skládání zobrazení je skládání funkcí.

## Morfismy
V teorii kategorií je skládání zobrazení speciálním případem skládání morfismů v kategorii množin.
Krom běžného {\displaystyle f\circ g} existují i jiné druhy skládání,
například v Kleisliho kategorii (v případě monád) se skládání morfismů definuje operátorem
{\displaystyle f>\!\!=\!\!\!>g\equiv \lambda x.\mu Tgf(x)}.